# Iván Velasco
Iván Velasco Murillo (ur. 7 lutego 1980 w Mondragón) – hiszpański kolarz szosowy. W zawodowym peletonie jeździ od 2006 roku. Od 2007 reprezentuje barwy Euskaltel-Euskadi.
Dwukrotnie startował w Giro d’Italia i raz w Vuelta a España. Za każdym razem dojeżdżał do mety wyścigu, lecz bez rewelacyjnych wyników. Jego obowiązkami była pomoc swoim liderom. W 2006 roku był 11 we francuskim Tour du Limousin.

## Najważniejsze zwycięstwa i sukcesy
- 2006 – 11 w klasyfikacji generalnej Tour du Limousin; 13 w Circuit de Getxo; 14 w Tour de Rioja
- 2007 – 76 w klasyfikacji generalnej Giro d’Italia
- 2008 – 54 w klasyfikacji generalnej Giro d’Italia; 51 w klasyfikacji generalnej Vuelta a España